# 磨憨镇
磨憨镇（傣仂语：ᦢᦸᧈ ᦠᦱᧃ，IPA：/bɔ35 han55/），是中华人民共和国云南省西双版纳傣族自治州勐腊县下辖的一个镇。

## 词源
“磨憨”为傣语地名“富裕的盐井”，“磨”为盐井，“憨”为富裕，旧时村民煮盐出售，经济收入可观，故名。磨憨镇原称尚勇镇（傣仂语：ᦉᦱᧃᧈ ᦍᦸᧃ，IPA：/san35 jɔn55/），“尚勇”正音为“沙拥”，意为“腾云驾雾”，传说佛祖释迦牟尼曾腾云驾雾降到此地巡游。

## 历史
磨憨在明清时期属勐腊土司，在1912年属普思沿边行政总局，在1927年属镇越县，在1934年属镇越县第二区，在1949年属镇越县勐腊区，在1953年1月属版纳勐腊勐腊区。1958年，尚勇区从勐腊区划出，属勐腊县。1969年5月，尚勇区改为前哨公社。1975年，前哨公社改名为尚勇公社。1984年2月，尚勇公社改为尚勇区。1988年2月，尚勇区改为尚勇乡。
1992年3月，国务院同意开放磨憨口岸。1995年8月3日，勐腊县委、县政府决定将尚勇乡政府与磨憨工委合署办公，成立磨憨镇，1997年2月正式成立。2001年5月22日，磨憨边境贸易区挂牌设立。2004年3月3日，磨憨镇更名为尚勇镇，但未得到云南省政府、云南省民政厅的批复。2006年9月，磨憨边境贸易区更名为云南西双版纳磨憨经济开发区。2007年，尚勇镇磨憨村划归磨憨经济开发区管理。2010年12月30日，中共西双版纳州六届常委会第93次会议同意尚勇镇整体划归磨憨经济开发区管理，恢复标准地名为磨憨镇。2011年6月29日，尚勇镇正式划归磨憨经济开发区。2012年，云南省人民政府批准磨憨经济开发区为省级边境经济合作区。2013年8月，磨憨镇党政机关和事业单位与磨憨经济开发区原有机构整合，设置12个正科级局（办）和9个事业中心，保留磨憨镇一级建制。
2015年7月16日，云南勐腊（磨憨）重点开发开放试验区获批成立，为副厅级管理机构，于2016年5月31日正式挂牌成立，覆盖区域包括磨憨镇。2016年3月4日，国务院下发国函〔2016〕47号文件，正式批复同意设立中国老挝磨憨-磨丁经济合作区。2016年8月31日，磨憨镇正式恢复基层一级政权建制，划归勐腊县管理，勐腊（磨憨）重点开发开放试验区、中国老挝磨憨-磨丁经济合作区不再负责磨憨镇行政事务管理等工作。2022年5月，磨憨镇及中国老挝磨憨-磨丁经济合作区（中方区域）交由昆明市托管。

## 地理经济
磨憨镇位于勐腊县东南部，东南边与老挝相邻，西边与勐满镇相邻，北边与勐腊镇相邻，土地面积803平方千米，国境线长达174千米。地势东南部高，西南北部低，有中低山、丘陵等地貌，山峰有董宗保、宗恩、白石岩等，其中最高峰为董宗保海梁子，海拔为1674米。有南木窝河、南坡河、南满河等河流。磨憨镇属于亚热带季风气候，雨热丰富，夏季无酷暑，冬季无严寒，年均气温21℃，年均日照时数1850小时，年均降水1700毫米。有亚洲象、水鹿等国家珍稀保护动物；望天树、龙血树等国家保护植物；煤矿、钾盐矿等矿产，其中石盐矿已探明储量255亿吨。
磨憨镇人口以傣族为主，其余有汉族、哈尼族、苗族、瑶族、拉祜族、布朗族等多民族。2019年末，农村常住户籍人口为19760人，其中少数民族15511人，占总人口的79.9%。2019年，农村常住居民人均纯收入12847元人民币，农民主要经济来源为橡胶、茶叶、粮豆、甘蔗、砂仁和冬季作物。全镇农林牧渔总产值（现价）63364万元人民币，2019年，完成粮豆播种26850亩，产量936万千克；橡胶种植面积12.89万亩，开割9.79万亩；茶叶种植面积1.13万亩，产量734吨；香蕉种植面积924亩，产量277.2万千克；粉蕉种植面积1456亩，产量325.9万千克；砂仁种植2.61万亩，甘蔗种植435亩；冬季作物（蔬菜瓜果）种植1.54万亩，产量1710万千克。蔬菜专业合作社3家，牛场7家，猪场6家。生猪免疫存栏1.5万余头，家禽免疫存笼16.4万羽，大牲畜免疫存栏10590头。羊免疫存栏246头。
磨憨镇下辖以下地区：口岸社区、尚勇社区、尚勇村、尚冈村、曼庄村、磨龙村、龙门村、磨憨村。

## 註解
1. ↑  普思沿边行政总局第二区改为镇越县
2. ↑  镇越县划定区乡，设立第二区
3. ↑  镇越县成立人民政府，设立勐腊区
4. ↑  镇越县改为版纳勐腊、版纳勐捧、版纳易武
5. ↑  版纳勐捧、版纳易武合并为勐腊县，版纳易武改为易武县，1959年易武县和勐腊县合并为勐腊县